# スピリット・オブ・マニラ航空
スピリット・オブ・マニラ航空（Spirit of Manila Airlines）はかつてフィリピンのマニラ首都圏パサイに拠点を置いていた航空会社である。
2008年に設立され、2009年5月1日から運航を開始する予定だった。しかし、度々延期され、2009年12月5日に運航を開始した。最初の定期便はバーレーン行きの便であり、のちにクウェート、台湾、マカオへと路線を拡大した。しかし路線の需要低迷に加え、便を欠航させることが相次いで起こり、同社の運航実績および財務状況は悪化していった。そしてわずか3ヶ月後の2012年にフィリピン民間航空委員会によって航空運送事業許可を取り消され、事業を終了した。同社は2014年までに運航再開を目指していたが、資金面の問題で頓挫している。

## 就航都市
東南アジア
- フィリピン：クラーク （本拠地）

東アジア
- 中華人民共和国：マカオ[5]
- 台湾(中華民国)：台北[6]

中東
- クウェート[6]
- バーレーン[6]

この他、同社のウェブサイトには就航地としてパラオ、大阪、クアラルンプール、シンガポール、香港、ドーハの記載があったものの、実際に同社が就航していたのは台北行きの週2便だけだった。また、かつてはドバイへの就航が計画されていた。

## 機材
スピリット・オブ・マニラ航空が保有していた機材は以下の通り。
- ボーイング737-300：2機
- マクドネル・ダグラスMD-83：2機